# Sovetsk (oblast de Kaliningrad)
Pour les articles homonymes, voir Sovetsk.
« Tilsit » redirige ici. Pour les autres significations, voir Tilsit (homonymie).
Sovetsk ou Sovietsk (en russe : Советск), anciennement Tilsit ou orthographié en français au XIXe siècle Tilsitt (Тильзит ; en allemand : Tilsit ; en lituanien : Tilžė ; en polonais : Tylża), est une ville de l'oblast de Kaliningrad, en Russie. Sa population s'élevait à 41 802 habitants en 2013 et compte une importante communauté lituanienne.

## Géographie
Sovetsk est située sur la rive gauche du Niémen, tout près de la frontière lituanienne, à 97 km au nord-est de Kaliningrad et à 995 km à l'ouest de Moscou. Elle est le terminus de la route fédérale A216, qui commence au niveau de l'A229 (Kaliningrad - Tchernychevskoïe) à Talpaki.

## Histoire
Après la conquête de la région prussienne de Scalovie par les forces de l'Ordre Teutonique au XIIIe siècle, les rives du Niémen furent protégées par des fortifications. La construction du château de Tilsit fut entamée sous la direction du grand maître Konrad von Jungingen ; il a été achevé vers l'an 1410. Le village d'artisans qui s'est développé au-dessous de la forteresse a reçu les droits de ville par la décision du duc Albert de Prusse en 1552. Faisant partie du royaume de Prusse à partir de 1701, Tilsit fut occupée par l'armée impériale russe pendant la guerre de Sept Ans.

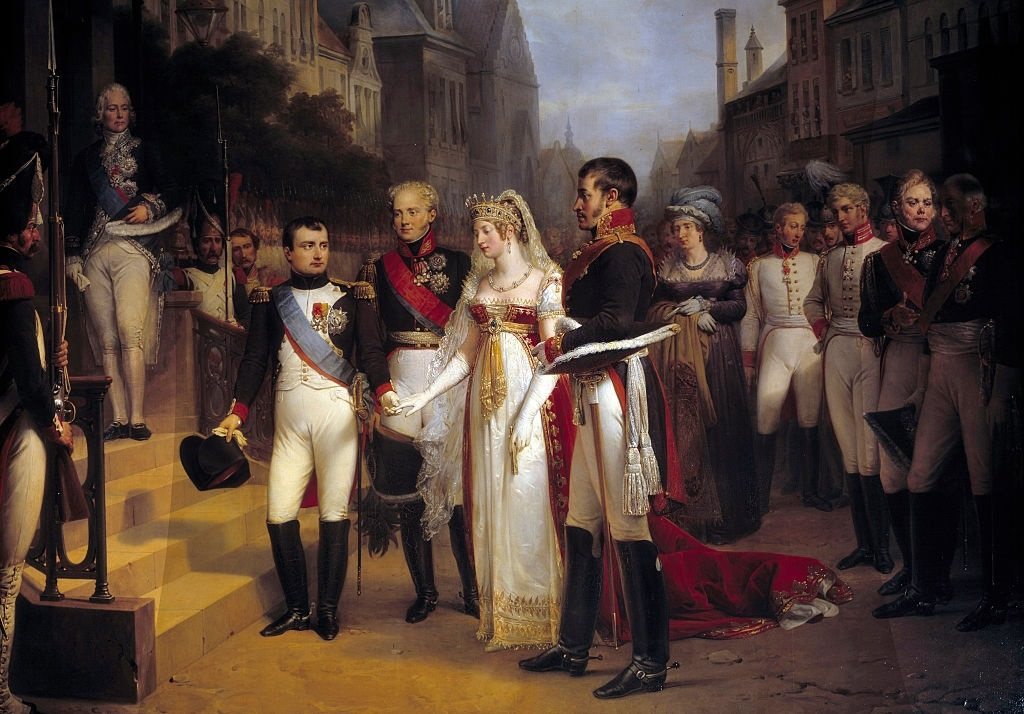
Napoléon et Alexandre Ier accueillent le roi et la reine de Prusse à Tilsit, peinture de Nicolas Gosse.

Au cours des guerres napoléoniennes, la ville a été le théâtre d'un événement de grande importance historique. S'étant rencontrés en secret le 25 juin 1807 sur un radeau aménagé sur le Niémen, après la bataille de Friedland, Napoléon Ier et le tsar Alexandre Ier se retrouvent en Prusse-Orientale à Tilsit, le 7 juillet 1807, pour conclure un accord secret qui sera suivi d'un traité de paix avec le roi de Prusse Frédéric-Guillaume III, officiel celui-là, le surlendemain (traités de Tilsit). L'accord met fin à la Quatrième Coalition européenne contre la France et boucle, avec la participation de la Russie, le blocus continental contre le Royaume-Uni. Le tsar de toutes les Russies peut ainsi combattre contre la Suède et l'Empire ottoman en vue d'acquérir certains de leurs territoires, et l'empereur des Français redessiner la Prusse à son profit.

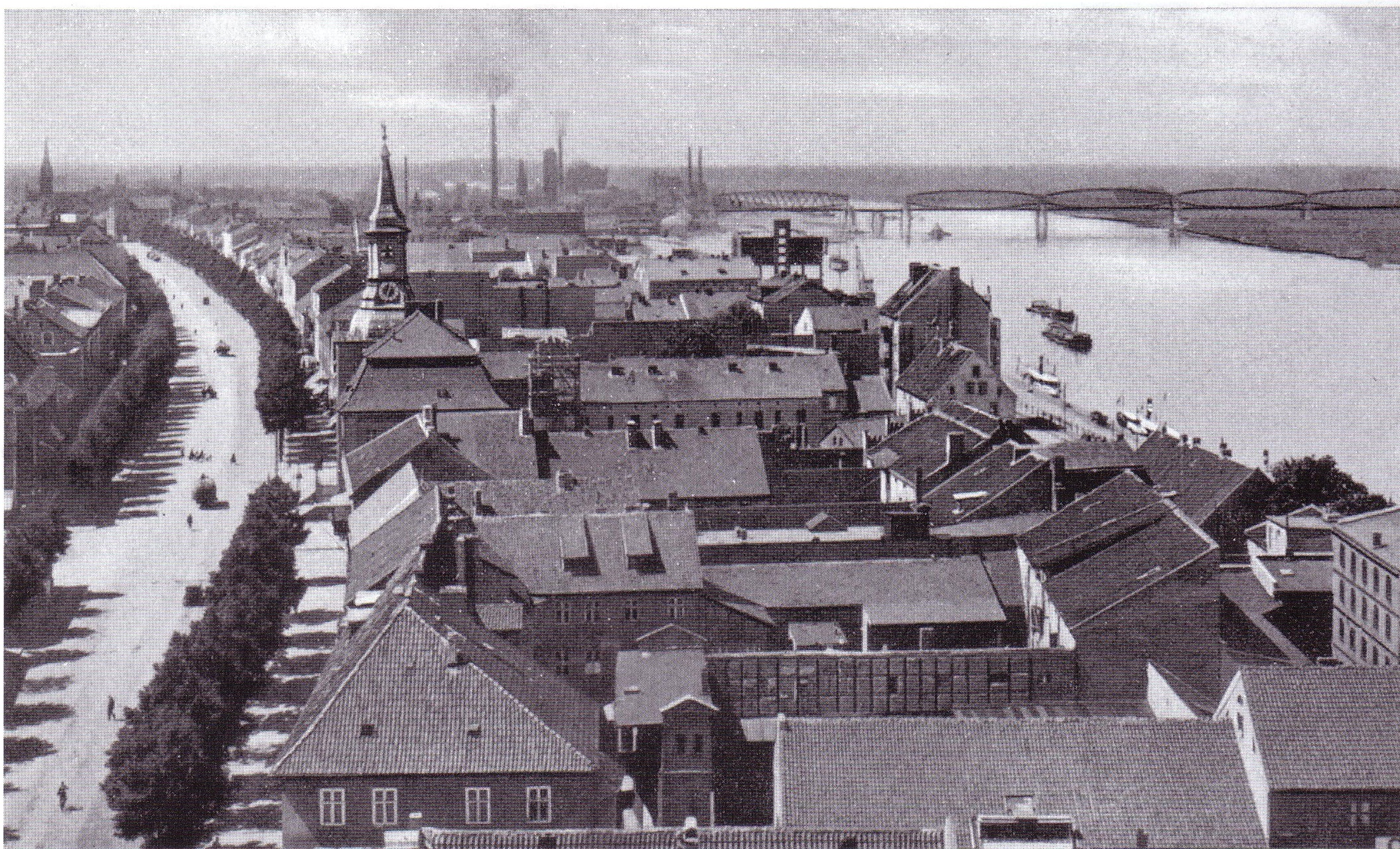
Tilsit au début du XXe siècle.

L'arrondissement de Tilsit faisait partie du district de Gumbinnen au sein de la province de Prusse-Orientale, jusqu'en 1945. La région était célèbre pour sa production de fromage, le tilsit (Tilsiter, en allemand), créé par un couple de fromagers suisses établis dans la ville. Au début de la Première Guerre mondiale, la ville fut a nouveau occupée par les forces de l'Empire russe sous le commandement du grand-prince Nicolas Nikolaïevitch et de son général Paul von Rennenkampf. À la suite de leur défaite à la bataille de Tannenberg en août 1914, l'Armée prussienne récupéra Tilsit. Dans l'entre-deux-guerres, la séparation du territoire de Memel au nord a eu des conséquences négatives sur la situation économique de la ville.
Gravement endommagée par les bombardements pendant la Seconde Guerre mondiale, la ville fut occupée par l'Armée rouge le 20 janvier 1945 puis annexée par l'Union soviétique et rattachée à la République socialiste fédérative soviétique de Russie. La population allemande y résidant depuis des siècles fut expulsée et la région fut repeuplée par des colons soviétiques, principalement des Russes originaires de la Volga, des Biélorusses et des Lituaniens. Depuis la dislocation de l'Union soviétique, Sovetsk fait partie de la fédération de Russie.

## Population
Recensements (*) ou estimations de la population
| 1875   | 1900   | 1910   | 1925   | 1933   |
| ------ | ------ | ------ | ------ | ------ |
| 19 753 | 34 539 | 39 013 | 50 384 | 57 286 |

| 1939   | 1946  | 1959*  | 1970*  | 1979*  |
| ------ | ----- | ------ | ------ | ------ |
| 56 573 | 6 500 | 31 941 | 38 456 | 40 181 |

| 1989*  | 2002*  | 2010*  | 2012   | 2013   |
| ------ | ------ | ------ | ------ | ------ |
| 41 881 | 43 224 | 41 705 | 41 941 | 41 802 |

## Personnalités
Sont nés à Tilsit :
- Max von Schenkendorf (1783-1817), écrivain romantique ;
- Georg Friedrich Schlater (1804–1870), peintre, lithographe et professeur de dessin ;
- Franz Julius Ferdinand Meyen (1804-1840), botaniste, zoologiste et médecin ;
- Hans Victor von Unruh (1806-1886), fonctionnaire et homme politique ;
- Louis Kolitz (1845-1914), peintre ;
- Friedrich Wilhelm Voigt (1849-1922), imposteur célèbre sous le nom de « capitaine de Köpenick » ;
- Gustaf Kossinna (1858-1931), linguiste et archéologue ;
- Emil Wiechert (1861-1928), géophysicien ;
- Raphael Friedeberg (1863-1940), médecin socialiste libertaire et anarcho-syndicaliste ;
- Gertrud Prellwitz (1869-1942), écrivaine ;
- Max Gülstorff (1882-1947), acteur ;
- Walter Weiß (1890-1967), Generaloberst de la Wehrmacht ;
- Friedrich Schröder Sonnenstern (1892-1982), créateur d'art brut ;
- Karl Martell (1896–1966), acteur et réalisateur ;
- Frank Wisbar (1899-1967), réalisateur ;
- Franz Abromeit (1907-1964), officier SS ;
- Joachim Sadrozinski (1907-1944), officier, membre du complot du 20 juillet 1944 ;
- Johannes Bobrowski (1917-1965), poète ;
- Armin Mueller-Stahl (né en 1930), acteur ;
- Klaus Honnef (né en 1939), historien de l'art et commissaire d'exposition ;
- Jürgen Kurbjuhn (1940-2014), footballeur ;
- Klaus-Dieter Sieloff (1942-2011), footballeur ;
- Edgar Froese (1944-2015), musicien, cofondateur du groupe Tangerine Dream ;
- John Kay (né Joachim Fritz Krauledat en 1944) chanteur et guitariste, fondateur et leader du groupe Steppenwolf ;
- Aleksandr Pavlov (né en 1973), lutteur.

## Culture et patrimoine

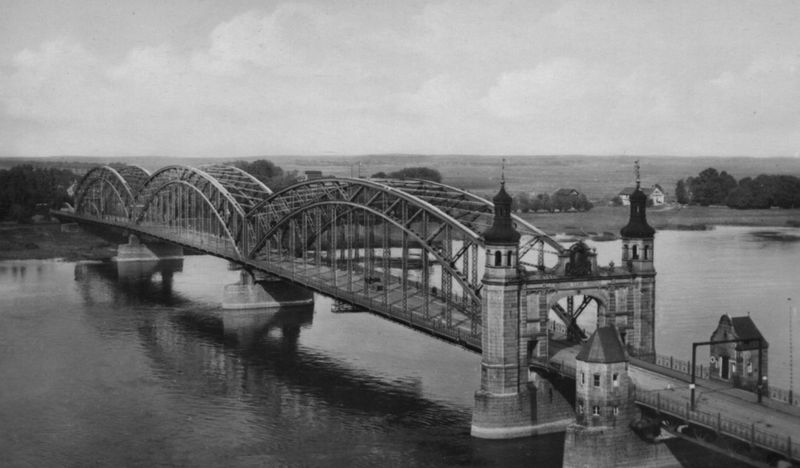
Le pont de la reine Louise dans les années 1920.

Le monument le plus connu de la ville est le pont de la reine Louise, ouvert en 1907 pour marquer le centenaire de la paix de Tilsit. Il est situé à la frontière entre la Russie (oblast de Kaliningrad) et la Lituanie et franchit le Niémen (Memel en allemand) et relie la ville à Panemunė (anciennement Übermemel).
Tilsit a donné son nom à un fromage suisse fabriqué aujourd'hui dans les cantons de Thurgovie, Saint-Gall et Zürich. Le Tilsit a été élaboré par Hans Wergmüller, un émigré suisse établi quelques années à Tilsit. Une fois rentré au pays, il s'est inspiré des fromages locaux comme le ragnit, le briol et le worien dont il a légèrement modifié la recette pour créer le Tilsit.

## Hommage
En mémoire des traités de Tilsit, une rue semi-circulaire de Paris autour de la place de l'Étoile porte de le nom de rue de Tilsitt.

## Jumelage
La ville de Sovetsk est jumelée avec :
- Kiel (Allemagne) depuis 1953/1992